# Grabovica (Kladovo)
Grabovica (serbisches-kyrillisch: Грабовица) ist ein Dorf in der Opština Kladovo und im Bezirk Bor im Osten Serbiens. 

## Name
Der Dorfname leitet sich vom serbischen Wort für das Birkengewächs die Hainbuche (serbisch: Grab) ab.

## Geographie
Grabovica liegt am rechten Ufer der Donau. Der Ort liegt rund 19 km südwestlich der Gemeindehauptstadt Kladovo entfernt. Zum Nachbardorf Velesnica sind es rund 6 km Entfernung.  

## Einwohner
Die Volkszählung 2002 (Eigennennung) ergab, dass 880 Menschen im Dorf leben. Davon waren:
|           | Anzahl | Prozent |
| Gesamt    | 880    | 100     |
| Serben    | 828    | 94,09   |
| Walachen  | 31     | 3,52    |
| Rumänen   | 11     | 1,25    |
| Kroaten   | 1      | 0,11    |
| Unbekannt | 9      | 1,02    |

Weitere Volkszählungen:
- 1948: 1.916
- 1953: 2.058
- 1961: 2.083
- 1971: 2.155
- 1981: 2.242
- 1991: 2.051

## Religion
Die Einwohner von Grabovica gehören der Serbisch-orthodoxen Kirche an. Im Dorf steht die 1879 erbaute Serbisch-orthodoxe Kirche Hl. Nikolaus, geweiht dem Hl. Vater Nikolaus. 

## Infrastruktur
Im Dorf gibt es eine Grundschule und ein Denkmal für die gefallenen jugoslawischen Partisanen im Zweiten Weltkrieg.